# Lynceidae
Die Lynceidae stellen die einzige Familie in der Unterordnung Laevicaudata dar, die zu den Kiemenfußkrebsen (Branchiopoda) gehört. Weltweit sind etwa 40 Arten der Laevicaudata bekannt, die alle in die Familie Lynceidae gestellt werden. Wie die Spinicaudata leben die Laevicaudata vor allem am Boden und im Schlamm von Kleingewässern, die regelmäßig austrocknen. Trockenphasen überwinden sie in trockenresistenten Dauereiern im Boden.

## Merkmale
Lynceidae erreichen meist Körperlängen von etwa 6 Millimetern, wobei die Männchen deutlich kleiner sind als die Weibchen. Wie bei fast allen Angehörigen der Krallenschwänze ist der Körper der Tiere von einer zweiklappigen Schale (Carapax) umgeben. Der Kopf trägt einen großen Kopfschild, welcher gelenkig mit dem Carapax verbunden ist und bei den meisten Arten im Carapax verborgen. Die 2. Antennen der Tiere ist sehr kräftig und zweiästig und dient als Schwimmbeine, aus diesem Grund tragen sie zahlreiche lange Schwimmborsten. Alle Lynceidae besitzen ein Paar Facettenaugen sowie ein Naupliusauge mit vier Becherocellen.
Anders als bei anderen beschalten Krebsen weist die Schale bei Vertretern dieser Familie keine oder nur undeutliche Wachstumsringe auf, sie wird mit einem Schließmuskel zusammengehalten. Der Rumpf (Thorax) der Lynceidae besteht beim Weibchen aus zwölf und beim Männchen aus zehn Segmenten. Jedes dieser Segmente trägt ein Paar Blattbeine, deren ursprünglicher gegliederter Aufbau nur noch schwer erkennbar ist. Bei den Männchen ist ursprünglich nur das erste Beinpaar zu Begattungsorganen, so genannte Klasper, modifiziert, obwohl das zweite Paar bei Vertretern der Gattungen Lynceiopsis und Paralimnetis ebenfalls in unterschiedlichem Maße modifiziert sein kann.
Das letzte Segment (Telson) ist bei Vertretern dieser Familie stark reduziert; Es  trägt keine starken Klauen (Furca) und ist nur von kleinen Stacheln besetzt.

## Lebensweise

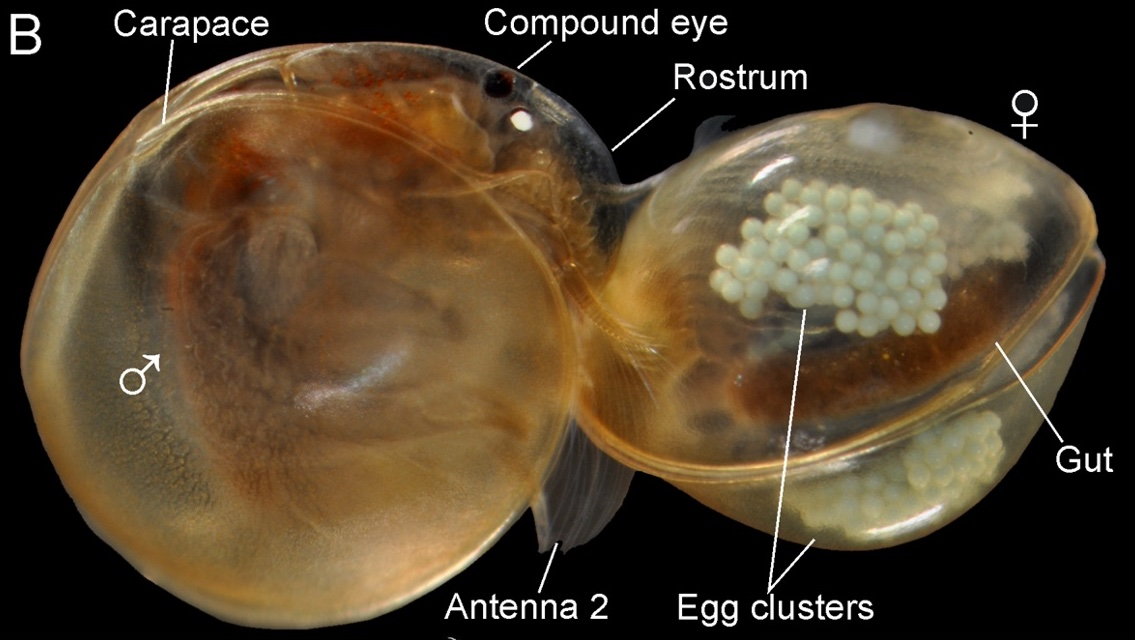
Der Dickbauchkrebs (Lynceus brachyurus) bei der Paarung

Durch den Ruderschlag der Blattbeine wird bei den Tieren ein Wasserstrom in der Schale erzeugt, der sauerstoff- und nahrungsreiches Wasser in die zentral gelegene Nahrungsrinne und zu den Kiemen transportiert. Nahrungspartikel werden über Borsten ausgefiltert und nach vorn zur Mundöffnung transportiert.
Die Fortpflanzung ist bei allen Lynceidae zweigeschlechtlich. Bei den Männchen sind die ersten beiden Blattbeine zu Greiforganen umgewandelt, mit denen sie die Weibchen zur Kopulation festhalten können.
Das Weibchen befestigt die Eier in großen Eiballen an den 9. und 10. Beinpaaren und entlässt sie bei der nächstfolgenden Häutung. Die Eier sind trockenresistent und können im trockenen Boden einige Zeit überleben. Aus den Eiern schlüpfen keine Naupliuslarven, sondern weiter entwickelte Larven mit einem Kopfschild und  seitlichen Zipfeln am Vorderende.

## Systematik der Laevicaudata
Weltweit sind etwa 40 Arten der Laevicaudata bekannt, die alle in die Familie Lynceidae gestellt werden. Die Lynceidae wurden in der hier beschriebenen Form zum ersten Mal 1902 durch den britischen Zoologen Thomas Roscoe Rede Stebbing wissenschaftlich beschrieben, obwohl die Bezeichnung im Vorfeld bereits von verschiedenen Wissenschaftlern genutzt wurde. Sie wurden früher gemeinsam mit den Spinicaudata zu den Muschelschalern (Conchostraca) zusammengefasst, diese Gruppe stellt jedoch mit hoher Wahrscheinlichkeit keine natürliche Einheit dar. 
Innerhalb der Lynceidae werden drei Gattungen unterschieden, wobei der Großteil der Arten der Gattung Lynceus angehört:
- Lynceiopsis Daday, 1912
- Lynceus O.F. Müller, 1776
- Paralimnetis Gurney, 1931

## Belege
1. 1 2 3 4 5  Joel W. Martin, Denton Belk: Review of the Clam Shrimp Family Lynceidae Stebbing, 1902 (Branchiopoda: Conchostraca), in the Americas. Journal of Crustacean Biology 8 (3), 1. Juli 1988, S. 451–482, doi:10.1163/193724088X00314.
2. ↑  Lynceidae Stebbing, 1902 im World Register of Marine Species (WoRMS); abgerufen am 4. März 2025.